# Naravni park Modri kamni
Modri kamni (bolgarsko Сините камъни) je naravni park, ki leži severno od bolgarskega mesta Sliven.

## Lega
Park je del planine Sliven, ki je del pogorja Stara planina. Ozemlje naravnega parka ima površino skoraj 11.380,3 hektarja in je na vzhodnem pobočju Stare planine. Južno mejo naravnega parka je omejilo mesto Sliven. Na severu, zahodu in vzhodu je park obdan z obsežnimi gozdovi.

## Status
Park je bil razglašen 28. novembra 1980 zaradi zaščite specifičnih ekosistemov in čudovite narave. 5. avgusta 2002 se je območje Naravnega parka Modri kamni povečalo in trenutno znaša 11.380,3 hektarjev.

## Opis
Relief naravnega parka je zelo razdrobljen. To je posledica zapletene geološke sestave. Najnižja točka parka je na nadmorski višini približno 300 m. Najvišja točka parka je vrh Bulgarka, 1181 m nadmorske višine. Visoka območja naravnega parka so na njegovih severnih delih. Tam je glavni greben Slivenskih gora in višina teh območij je več kot 1000 metrov. Severna pobočja gore, ki so del naravnega parka, so izjemno strma in težko dostopna. Prekrita so z obsežnimi bukovimi gozdovi.
Za razliko od severnih delov parka, so južni zasedeni z dolinami in ravninami. V tem delu rezervata je vegetacija, če obstaja, redka in jo predstavljajo predvsem posamezna drevesa – graden, bukev in druga.
Oblikovanje današnjega reliefa regije se je začelo v zgodnji neogenski dobi. Glavne spremembe reliefa območja so povzročila navpična tektonska gibanja, ki so vplivala na obliko zemeljske skorje.
Modri kamni je ime skalnega masiva v naravnem parku. Skalni masiv je nastal pod vplivom procesov erozije in denudacije. Masiv je sestavljen večinoma iz kremenčevih kamnin z različnimi nečistočami. Značilnost kamnitega masiva Modri kamni so različne skalne tvorbe. Nastali so različni vrhovi, doline, jame, prepadi in drugo. Masiv in tudi okolica je eno glavnih turističnih znamenitosti na tem območju.
Podnebje je zmerno-celinsko, z vplivom gorskega podnebja, značilnega za višje nadmorske višine. Najvišja temperatura, ki so jo izmerili na ozemlju parka Modri kamni, je 41 ° C, najnižja pa -20 ° C. V višjih delih parka so značilne relativno nizke temperature in visoke vrednosti padavin, medtem ko so v nižjih delih temperature visoke, padavin pa veliko. Snežna odeja traja približno 3-4 mesece, najzgodnejši datum za pojav trajne snežne odeje na srednjih višinah parka pa je začetek novembra. Značilni za park so severozahodni in severni vetrovi.
Glavne vrste tal, ki jih najdemo v naravnem parku, so različne vrste gozdnih tal. Značilno zanje je, da so običajno izlužene. Glavne kamnine, ki tvorijo prsti so konglomerati, apnenci, tufi in drugo. Taka tla pokrivajo spodnje dele naravnega parka, na nadmorski višini pod 800 m. Rjava gozdna tla so na višjih nadmorskih višinah, med 800 in 1200 m. Njihove značilne prsti, ki tvorijo zemljo, so peščenjaki, apnenci, dolomiti.

## Rastlinstvo
Značilni relief in geografska lega sta dober pogoj za prisotnost bogate in raznolike flore. Razlog za botanično raznolikost so specifične kamnine, ki jih najdemo tukaj.
Gozdovi listavcev pokrivajo bistveno večje površine od iglavcev. Skoraj 90 % celotnega ozemlja parka je pokrito z listavci. Dejstvo, da prevladujejo listavci, je posledica nizke nadmorske višine večine naravnega parka.
Precejšnja območja parka so pokrita z bukvijo, katere sestoji so za te kraje zelo značilni. V gozdovih naravnega parka rastejo tudi beli gaber, cer, javor, kraški gaber in drugi.

### Višje vrste
Na območju parka Modri kamni je bilo ugotovljenih 1027 višjih rastlinskih vrst in 30 podvrst; mahovi - 67 vrst, praproti - 19 vrst, golosemenke - 9 vrst iz 6 rodov in 2 družini. Najpogostejše višje rastlinske vrste v parku so kritosemenke - 931 vrst in 30 podvrst 405 rodov in 83 družin.
Na ozemlju naravnega parka je ugotovljenih 14 bolgarskih endemičnih vrst (Anthemis rumelica, lučniki Verbascum adrianopolitanum, in Medicago rhodopea, Carduus thracicus) in 9 balkanskih endemitov. Najdeni sta bili tudi dve reliktni vrsti – Astracantha thracica in navadna splavka (Limodorum abortivum). Po vsem svetu je ogroženih 6 vrst rastlin – tulipan Tulipa urumoffii - ogrožena vrsta, podlesek Colchicum davidovii - ranljiva vrsta, Anthemis rumelica, Anthemis virescens, Moehringia jankae - v kategoriji redkih vrst in Frivald makromeria - z nejasnim ogroženim statusom. Rdeča knjiga Bolgarije vključuje 43 vrst in 2 podvrsti, ki rasteta v naravnem parku. Od tega je ogroženih 7 vrst, med njimi: Anemone sylvestris, Arabis ferdinandi-coburgii, Colchicum davidovii, zvonček Galanthus elwesii, Tulipa urumoffii, Verbascum humile. Redkih vrst je 36: Pulsatilla halleri, navadna orlica Aquilegia vulgaris, Fibigia eriocarpa, itd.
Območja, prekrita s travno vegetacijo, niso velika. To so večinoma območja, ki so jih v preteklosti pokrivali gozdovi, a pozneje izkrčeni. In pogost pojav lišajev je tu pokazatelj čistosti ozračja.

## Živalstvo
Na ozemlju naravnega parka Modri kamni živijo živali podkontinentalnega in submediteranskega tipa. Zaradi tega je favna parka zelo raznolika in zanimiva. Večina živali, ki jih najdemo tukaj, je bolj značilna za zgornje Trakijsko nižino kot za balkanske gore in predgorje.
Na ozemlju parka so našli veliko število nevretenčarjev - 1153 vrst. Pestrost metuljev je ogromna - 826 vrst. Od tega jih je 420 vrst omejene in so redke. Tu lahko vidimo rogača, alpskega kozlička, velikega moškatnika in številne druge nevretenčarje.
V naravnem parku je moč videti veliko število vretenčarjev - 244 vrst (ribe-9, dvoživke-8, plazilci-13, ptice-176, sesalci-38). Obstaja veliko število tako zaščitenih živali. V rdečo knjigo Bolgarije je vključenih 32 vrst (krap, miš, volk, beli dihur, vidra).
V naravnem parku živi 38 vrst sesalcev. Med najpogostejšimi vrstami so jelenjad, zajec, lisica in divja mačka. Našli so tudi kuno zlatico, jelena, dihurje Vormela peregusna in druge.
Identificirano je 13 vrst plazilcev, kar je veliko za ozemlje, ki ga zaseda. Plazilci, ki se pojavljajo v parku, zanimajo znanstvenike, saj tako veliko število vrst plazilcev ni značilno za prostor, na katerem se nahaja naravni park. Obstajajo modras, navadni gad, navadni gož, želva Testudo graeca, grška kornjača Testudo hermanni ter druge. Obstaja 8 vrst dvoživk.

### Ptice
Ptice so ena najpomembnejših lastnosti naravnega parka. Predstavljajo približno 70 % vseh živalskih vrst, ki jih najdemo na njegovem ozemlju. Ugotovljenih je bilo 176 vrst ptic. Obstajajo tudi vrste, ki jih ne najdemo nikjer drugje v Bolgariji. Takšne so ptice vrste, značilne za toplejša območja. Med njimi so laški škrjanec, sredozemski kupčar, Rjavoglavi srakoper in drugi.
29 vrst tistih, ki jih najdemo v naravnem parku Modri kamni, je vključenih v Rdečo knjigo Bolgarije, več kot 100 pa jih je zaščiteno z Zakonom o varstvu narave. Med pticami, ki so vključene v bolgarsko rdečo knjigo, je 20 ogroženih (velika uharica, šrjančar, kraljevi orel, rjasta kanja, skobec), 7 - redke (pegasta sova, planinski orel), dve pa sta vključeni v kategorijo izginila – rožnati pelikan in brkati ser. Več kot polovica vrst ptic, ki jih najdemo tukaj, je evropskega pomena za ohranjanje.
Ugotovljenih je bilo 20 vrst dnevnih plenilskih ptic. To veliko število je posledica značilnega skalnega reliefa parka, ki je predpogoj za razvoj ptic, ki gnezdijo. Nekateri tipični predstavniki dnevnih ujed v naravnem parku so sokol selec, kragulj, skobec in drugi.
Nočne ptice plenilke predstavlja 6 vrst, med njimi velika uharica, veliki skovik in druge